# Goplana

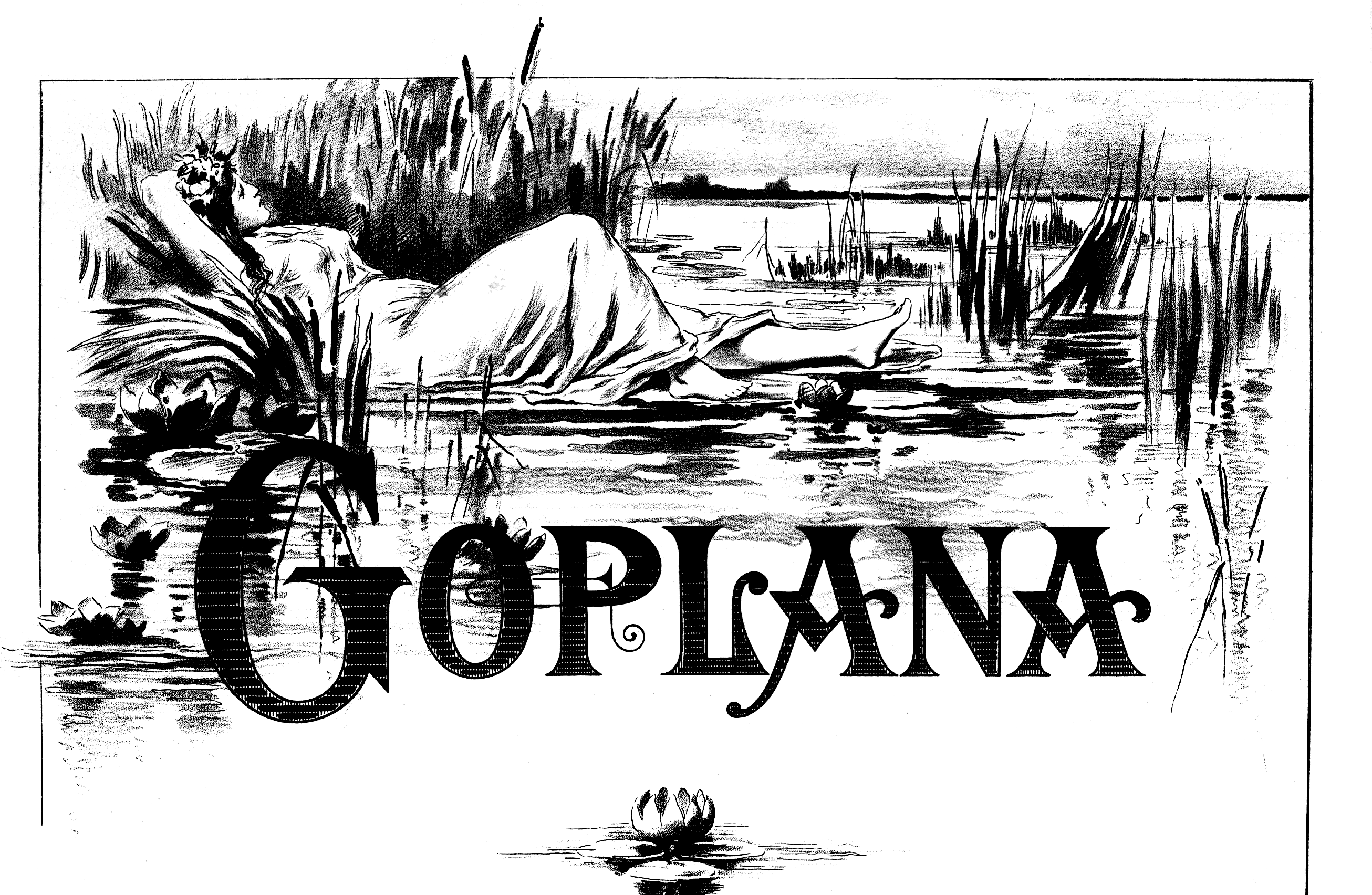
Imatge de la portada de la partitura de piano de l'òpera.

Goplana és una òpera en tres actes en llengua polonesa composta per Wladyslaw Żeleński i amb llibret de Ludomił German, inspirat en el drama romàntic Balladyna del poeta Juliusz Słowacki. Es va estrenar a Cracòvia el 3 de juliol de 1896.